# Linospadix caninus
Linospadix caninus är en enhjärtbladig växtart som först beskrevs av Odoardo Beccari, och fick sitt nu gällande namn av Karl Ewald Maximilian Burret. Linospadix caninus ingår i släktet Linospadix och familjen Arecaceae. Inga underarter finns listade i Catalogue of Life.